# جاده تنباکو
جاده تنباکو (به انگلیسی: Tobacco Road) رمانی است از ارسکین کالدول، نویسندهٔ اهل ایالات متحده آمریکا. جک کرکلند از روی این کتاب نمایشی ساخت که با ۳۱۸۲ بار بر روی صحنه رفتن، از پراجراترین نمایش‌های تئاتر برادوی به شمار می‌رود.
جاده تنباکو با برگردان رضا سیدحسینی به فارسی منتشر شده است.